# Battaglia di Abrittus
La battaglia di Abrittus fu combattuta tra i Goti e i Romani, ad Abrittus, località a nord di Nicopoli, nel giugno del 251. I Romani furono sconfitti, e nella battaglia morirono gli imperatori Decio ed Erennio Etrusco, i primi a cadere in battaglia contro i barbari nella storia romana.

## Contesto storico
La pressione dei barbari lungo le frontiere settentrionali e contemporaneamente dei Sasanidi in Oriente, non solo si era intensificata, ma dava l'idea che l'impero fosse totalmente accerchiato da un anello di tribù nemiche. La vecchia diplomazia usata fin dai tempi di Augusto, basata sulla minaccia dell'uso della forza o la creazione di dissidi interni tra le diverse tribù per tenerli impegnati fra loro, era ormai inefficace. Era necessario ricorrere subito alla forza, schierando armate superiori tatticamente, capaci di intercettare il più rapidamente possibile ogni possibile via di invasione dei barbari, ma con la difficoltà di dover presidiare immensi tratti di frontiera con contingenti militari per lo più scarsi. Molti degli imperatori che vennero via via proclamati dalle legioni in questi anni, non riuscirono neppure a metter piede a Roma, né tanto meno a mettere mano a riforme interne durante i loro brevissimi regni, poiché permanentemente occupati nelle lotte contro altri pretendenti al trono imperiale o a difesa del territorio contro i nemici esterni.

### Casus belli
Nel 249-250 un esercito di 70000 Goti, sotto la guida del loro capo Cniva, passò il Danubio inferiore ed invase la Mesia. Nonostante l'opposizione del generale e futuro imperatore Treboniano Gallo, l'orda penetrò nella fertile Tracia. Tito Giulio Prisco, governatore della provincia, aveva nel frattempo radunato un esercito a Filippopoli: era necessario resistere fino all'arrivo dell'imperatore Decio, che proveniva dall'Occidente a marce forzate. All'arrivo dell'imperatore, l'esercito romano fu attaccato a sorpresa e disperso e Filippopoli fu saccheggiata; tuttavia, in breve tempo Decio raccolse sul Danubio un nuovo esercito: intendeva attaccare i Goti quando questi, carichi di bottino, si fossero rimessi sulla via del ritorno.

## Battaglia
I Goti si schierarono su tre linee, disponendo la terza dietro uno stagno. In uno dei primi scontri cadde Erennio Etrusco, il figlio dell'imperatore. Il dolore per la morte del figlio sconvolse l'animo di Decio che attaccò imprudentemente i Goti non accorgendosi che lo schieramento barbaro su tre linee nascondeva un'insidia. Le truppe romane riuscirono a rompere le prime due linee, ma nel tentativo di forzare la terza Decio cadde in combattimento e non si riuscì neppure a trovare il suo cadavere. Nell'esercito si sparse la voce che colpevole della morte di Decio fosse Treboniano Gallo, il quale si sarebbe preventivamente accordato coi Goti e avrebbe attirato l'imperatore verso una zona paludosa. Ecco come venne tramandato da Zosimo:
(Zosimo, Storia nuova, I, 23.2-3)
Questa la tragica narrazione degli eventi di Giordane:
(Giordane, De origine actibusque Getarum, XVIII, 3.)
Decio aveva cinquant'anni circa e regnava da tre: fu il primo imperatore romano morto in battaglia contro il nemico. Rimase imperatore il figlio minore, Ostiliano, il quale fu a sua volta adottato dall'allora legato delle due Mesie, Treboniano Gallo, a sua volta acclamato imperatore in quello stesso mese. Gallo, accorso sul luogo della battaglia, concluse una pace poco favorevole con i Goti di Cniva: non solo permise loro di tenersi il bottino, ma anche i prigionieri catturati a Filippopoli, molti dei quali di ricche famiglie nobili. Inoltre, furono loro garantiti sussidi annui, dietro alla promessa di non rimettere più piede sul suolo romano.

## Conseguenze
Gallo negoziò un duro trattato con i Goti, che permetteva loro di tenere il bottino e di tornare dall'altra parte del Danubio, ottenendo al contempo un tributo annuale da pagare finché il territorio romano fosse stato rispettato. E non a caso Ammiano Marcellino considerò questa tra le maggiori sconfitte dell'impero, assieme alla sconfitta di Varo nella Battaglia della Foresta di Teutoburgo, le incursioni dei Marcomanni durante il regno di Marco Aurelio e la Battaglia di Adrianopoli.
A partire dal 260 fino al 274 circa, l'Impero romano subì la secessione di due vaste aree territoriali, che però ne permisero la sopravvivenza. Ad ovest gli usurpatori dell'Impero delle Gallie, come Postumo (260-268), Leliano (268), Marco Aurelio Mario (268-269), Vittorino (269-271), Domiziano II (271) e Tetrico (271-274), riuscirono a difenderne i confini delle province di Britannia, Gallia e Spagna. La situazione di crisi migliorò nettamente sotto Aureliano e Diocleziano grazie ad alcune importanti riforme, soprattutto militari, che bloccarono queste forze disgregatrici.